# Brugmansia candida

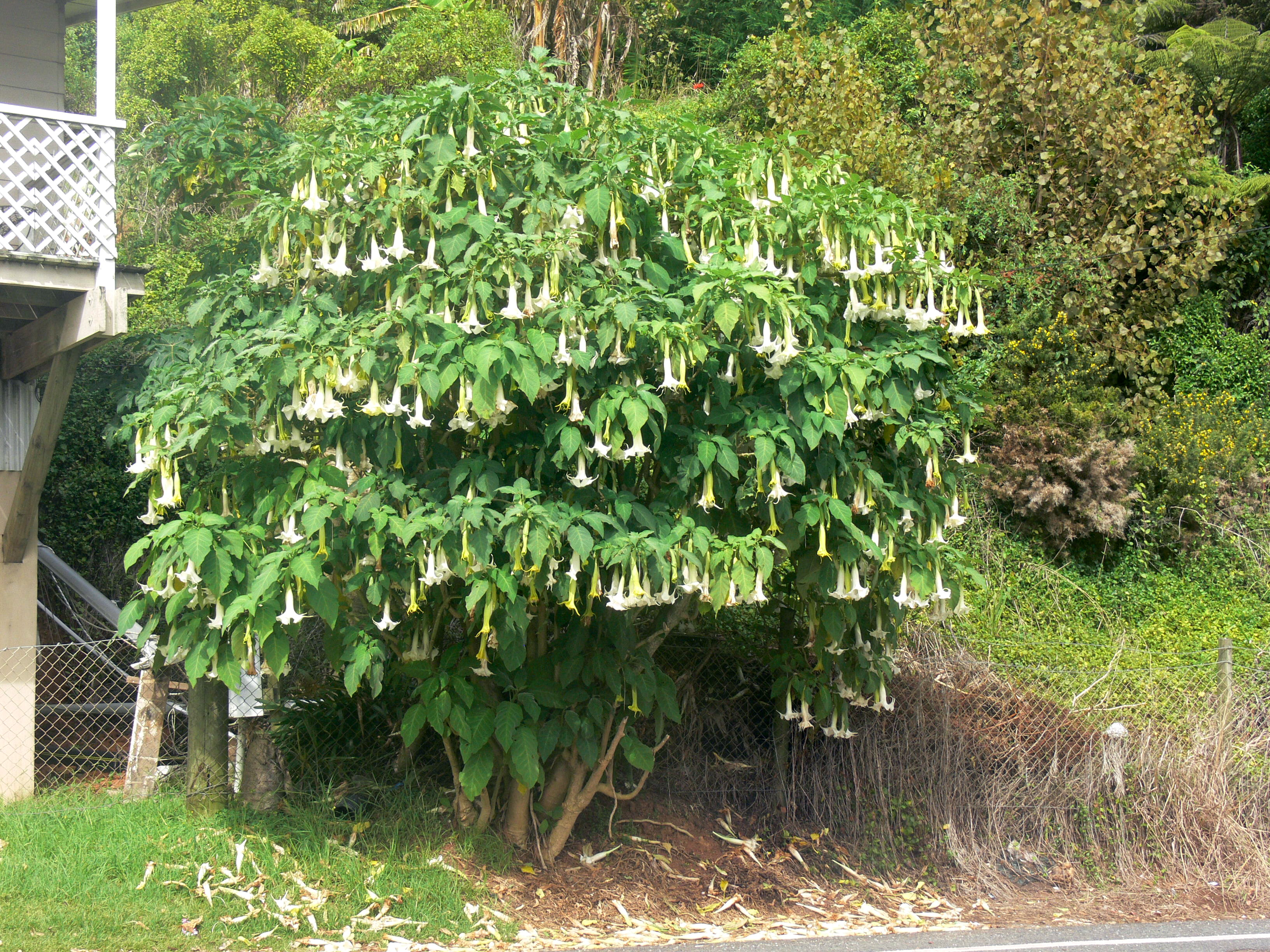
Vista de la planta florida

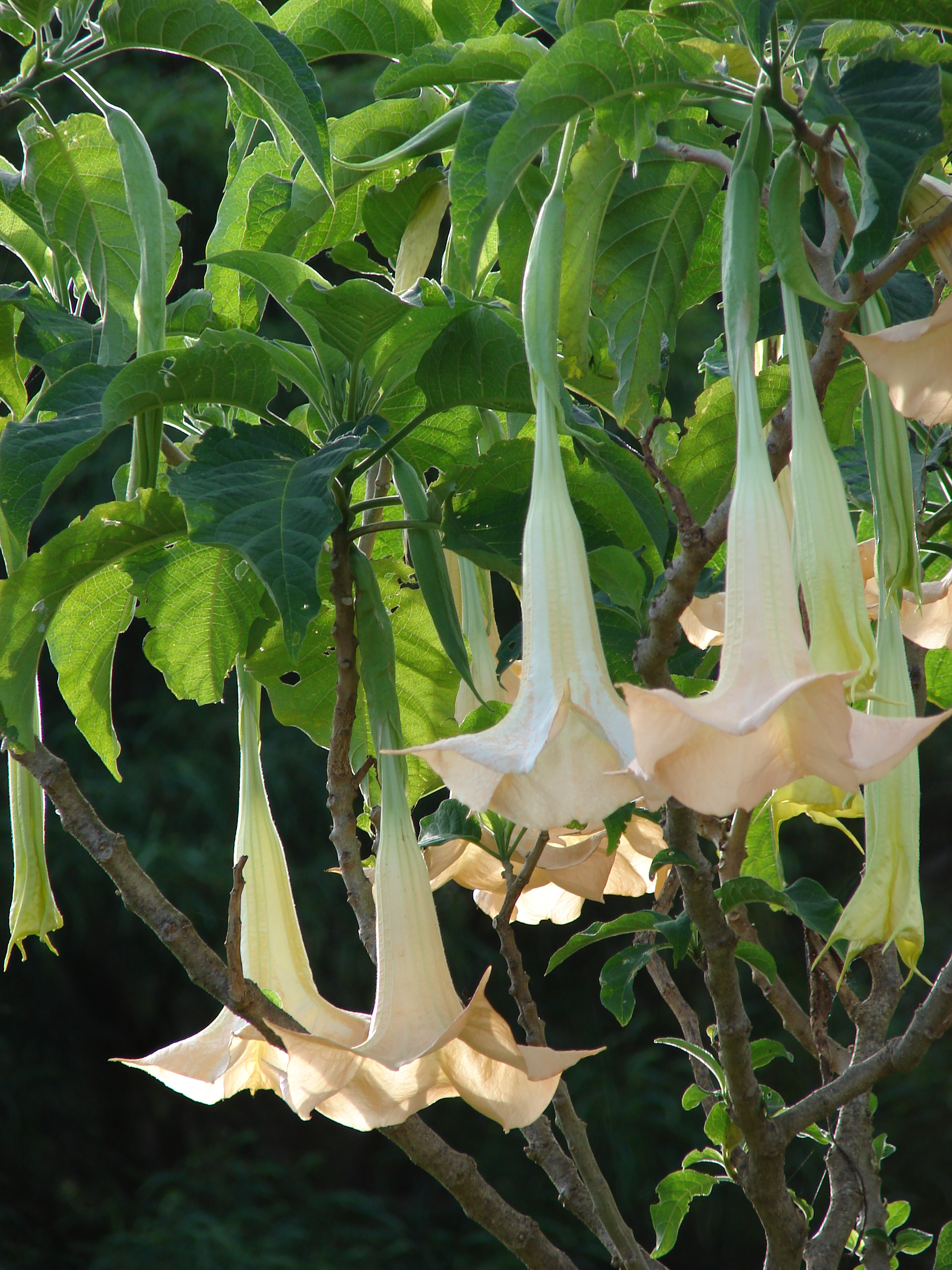
Detall de les flors

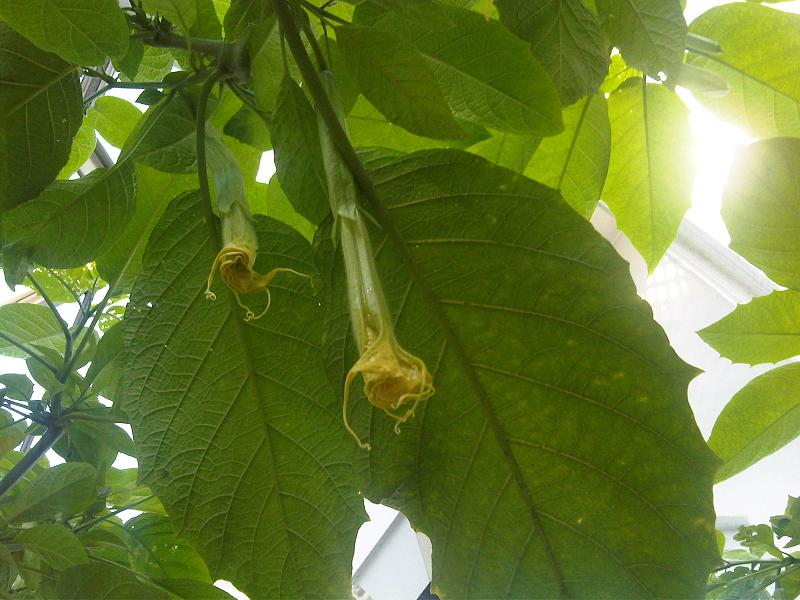
Fulles

Brugmansia candida és una espècie de planta solanàcia. Està àmpliament distribuïda a Amèrica del Sud.

## Descripció
És un arbust o arbret de fins 3 m d'alt. Fulles grans i aspres. Flors grans i allargades, de color blanc amb forma de campana i pèndules.

## Distribució i hàbitat
Originària de l'Equador, Xile i el Perú. Habita entre els 200 i els 2.600 metres d'altitud.

## Toxicitat
Com en el cas de Datura, tot el seu gènere conté substàncies tòxiques, en concret alcaloides tropànics com l'escopolamina i la hiosciamina, entre d'altres. La seva ingestió pot resultar fatal, i el simple contacte amb els ulls pot produir midriasi (dil·latació de les pupil·les) o anisocoria.

## Etimologia
Brugmansia: nom genèric en honor del botànic Sebald Justinus Brugmans (1763–1819).
candida: epítet específic llatí que significa "molt blanca".

## Sinònims
- Brugmansia × candida Pers.
- Brugmansia arborea (L.) Lagerh.
- Datura arborea Ruiz & Pav.
- Datura × candida (Pers.) Voigt
- Datura candida (Pers.) Saff.
- Datura candida (Pers.) Pasq.[5]